# Leopoldo Barreda
 Leopoldo Barreda de los Ríos (Bilbao, 15 de mayo de 1960) es un político español del Partido Popular. Diputado del Parlamento Vasco por Vizcaya desde 1990 hasta 2011. Diputado nacional entre 2011 y 2019. Portavoz del Grupo Popular desde 1995 y vocal electo del Comité Ejecutivo Nacional del PP desde el XVI Congreso.

## Inicios
Licenciado en Derecho por la Universidad de Deusto. Es padre de cuatro hijos. Ha sido presidente de Nuevas Generaciones de la Alianza Popular del País Vasco desde 1983 a 1985. Posteriormente ejerció como secretario general de la extinta Alianza Popular de Vizcaya desde 1985 a 1990, año en el que fue elegido como diputado por el Parlamento Vasco por la provincia de Vizcaya y  presidente provincial del PP de Vizcaya, cargo que ostentó hasta 2004.